# 峻弦
峻弦（英語：Aria），是位於香港九龍斧山豐盛街51號的私人屋苑，共設5座物業，提供723個住宅單位，全為樓高31層（於基座上），由新鴻基地產發展，並由旗下的帝譽服務作物業管理，於2010年12月落成。2011年1月末入伙。

## 歷史
峻弦前身為一塊屬香港政府擁有的近山地皮，該地皮於2005年9月進行拍賣，並由新鴻基地產以42.3億港元投得。2007年9月，屋宇署獲准發展商由6幢改為5幢住宅物業，而每座層數減少3層。項目於2009年10月開售，示範單位設於創紀之城6期。買家中不乏內地客，估計佔整體買家約百分之35。

## 簡介
項目位於斧山與飛鵝山之間，行政區域為黃大仙區最東面屋苑。住宅設於五樓以上，一梯二至五伙，一共723個單位，單位由約700至7,200平方呎，住宅可望山景及維多利亞港，故開售呎價由$10,000起。屋苑共設五座（第一至三及五、六座），項目共38層（不設4、13、14、24及34樓），其中7層為基座，包括於三層地庫的停車場，共有316個車位及31電單車位。住宅入口大堂設樓高9米、有15.7萬粒施華洛世奇水晶吊燈。

## 會所
住客會所位於2樓及38至39樓，面積達9.2萬呎，耗資5億興建，由國際知名的「齊物設計」總設計師甘泰來負責操刀設計。由於受制地盤面積有限，特意採用雙會所設計，將會所一分為二，基座會所設於2樓，名為『Club Mezzanine』，提供室內外泳池、水療室、悅容間、英式桌球室、閱讀室、兒童電腦坊等。高層會所則名為『Club ARIA』，設於38至39樓，38樓設琴弦廳，採用全玻璃帷幕設計、有如打開半空中琉璃寶盒的「弦耀宴會廳」，更有視野一望無際的餐廳「天際軒」，其樓底樓高兩層，並設有闊約60呎的觀景窗，可欣賞九龍市區的景色。39樓設有葡萄酒酒吧、設高級影音「VIP尊貴房」、「藏酒閣」和健身室。
而3樓、37樓及40樓為休憩花園。其中3樓花園發展商與「琉璃工房」合作，為「琉璃水晶庭院」，放置12件以花做主題的琉璃工藝品。37樓為長340米的空中長廊，設健身單車、休憩空間，以及高球練習場。40樓設有燒烤場。

## 附近物業
- 豐盛街紀律部隊宿舍
- 曉暉花園
- 嘉峰臺

## 圖集

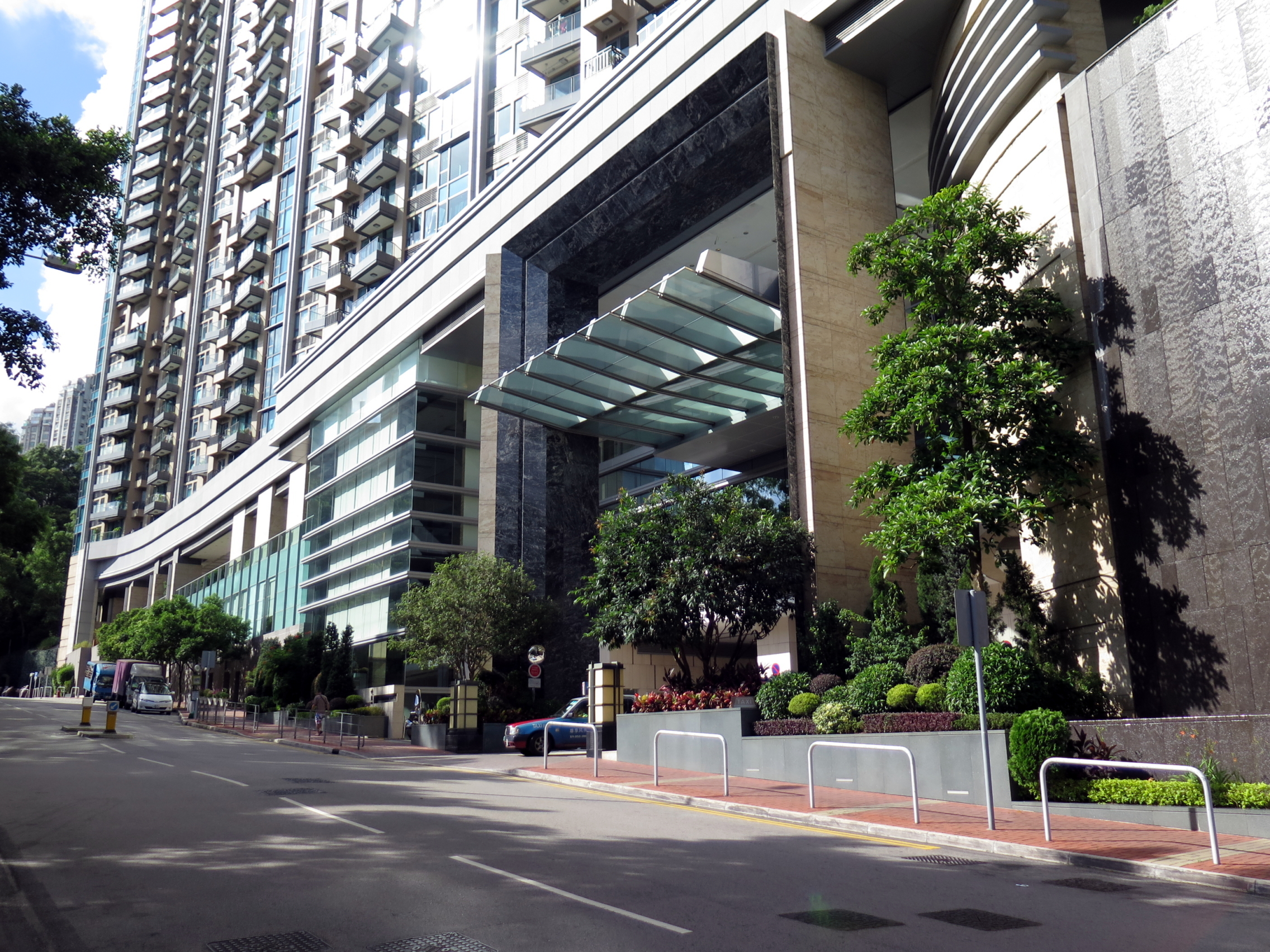
峻弦基座
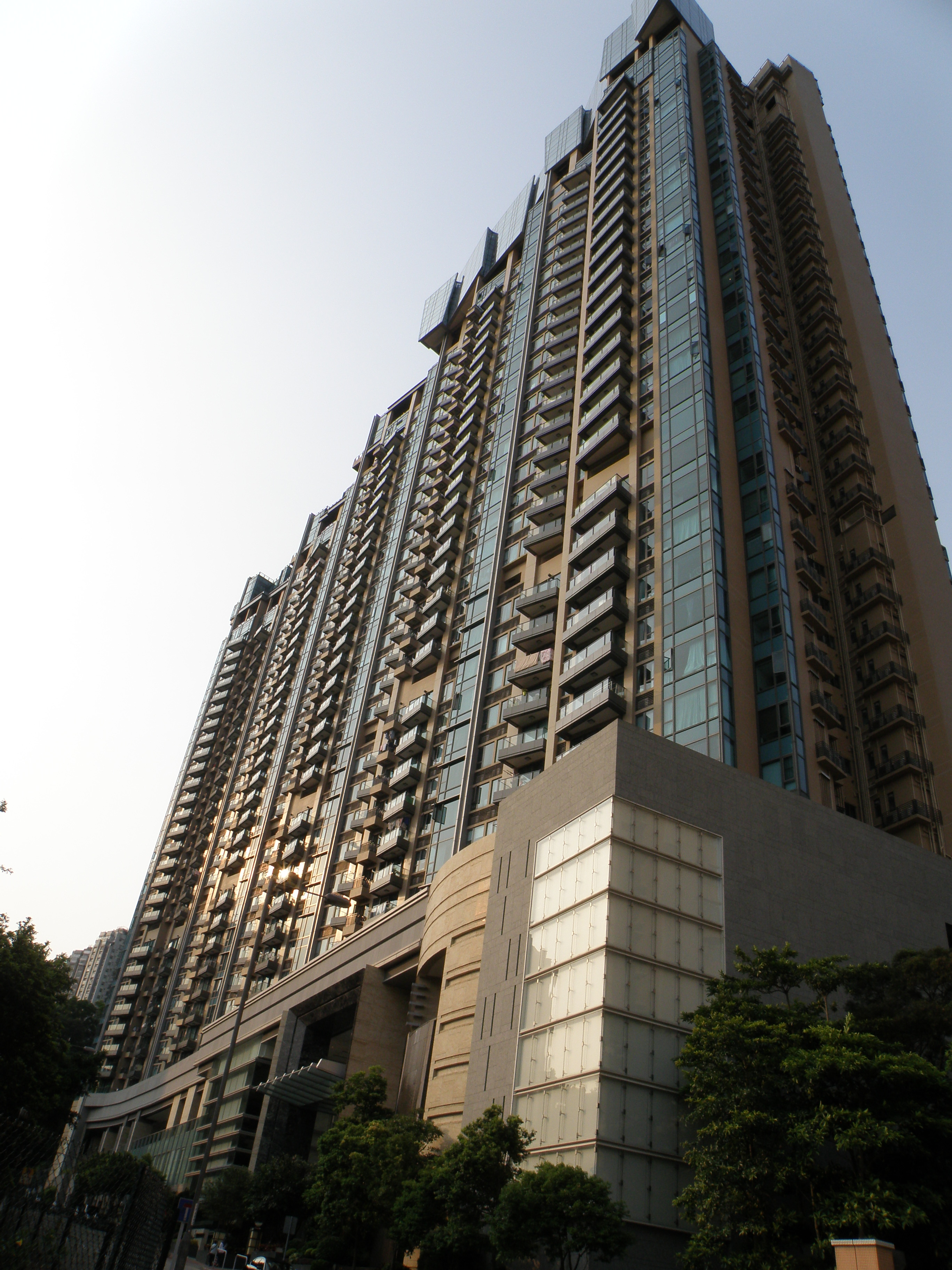
接近黃昏的峻弦（從南面拍攝）

## 外部連結
- 峻弦 官方網頁